# 词汇
词汇（vocabulary），又称语汇，泛指一种语言里所有的（或特定范围的）词的总和，可包括或不包括固定结构（如成语）。例如汉语词汇、英语词汇或基本词汇、文言词汇、方言词汇等。还可特指某一个人或某一作品所用的词和短语的总和，如“老舍的词汇”、“《鲁迅全集》的词汇”等。
詞彙是词语的集合体，词汇和词语的关系是集体与个体的关系，好比树林和树的关系。